# Julio de Benito Torrente
Julio de Benito Torrente (València, 1947 - Madrid, 6 de setembre de 2009) fou un periodista espanyol de TVE. Va ocupar càrrecs directius a Radio Nacional de España, als Centros Regionales de Televisión Española i va ser cap de redacció del Telediario. Des de 1991, va estar vinculat profesionalment a Josep Borrell. Va dirigir les sèries de televisió La España salvaje (2003), Espacios naturales i Hábitat con futuro (2005-2006).